# Барвіненко Віталій Дмитрович
Віта́лій Дми́трович Барві́ненко (нар. 3 червня 1981, м. Білгород-Дністровський, Одеської обл.) — колишній народний депутат України, член парламентської групи «Економічний розвиток», член Комітету з питань законодавчого забезпечення правоохоронної діяльності (2014-2019) , народний депутат України VI—VIII скликань, голова Одеської районної ради.

## Життєпис
Народився 3 червня 1981 (місто Білгород-Дністровський, Одеська область).

## Освіта
Одеський національний університет ім. Мечникова, факультет «Міжнародні економічні відносини» (1998–2003).

## Політика
Народний депутат України 7-го скликання з грудня 2012 по листопад 2014, виборчій округ № 141, Одеська область, від Партії регіонів. «За» 41,53 %, 9 суперників. На час виборів: народний депутат України, член Партії регіонів.
Народний депутат України 6-го скликання з листопада 2007 до грудня 2012 від Блоку Юлії Тимошенко, № 154 в списку. На час виборів: голова Одеської обласної організації ВО «Батьківщина». Член фракції «Блок Юлії Тимошенко» (листопад 2007 — вересень 2010), член фракції Партії регіонів (з лютого 2011). Член Комітету будівництва, містобудування і житлово-комунального господарства та регіональної політики ( 2007-2010 ).
Березень 2006 — кандидат в народні депутати України від Блоку Юлії Тимошенко, № 154 в списку. На час виборів: виконавчий директор агропромислової асоціації «Укрнасіння сервіс», член ВО «Батьківщина».
2006 — березень 2007 — працював в  Одеській міськраді й Одеській облдержадміністрації. Керівник фракції БЮТ в Одеській облраді (2006—2007). Голова Одеської обласної організації ВО «Батьківщина» (березень 2006—2010).
2007—2019 — народний депутат України VI—VIII скликань.
з 2020 року — голова Одеської районної ради.

## Критика
17 Березня 2014 р. був помічений журналістами в кнопкодавстві. Брав участь у актах гуманітарної агресії проти України та російській диверсії із підриву Україно-Польських стосунків, зокрема підписав лист до Польського парламенту з проханням визнати події обопільних етнічних чисток на Волині в часи польської окупації - актом геноциду польського народу.  Тоді перший президент України Леонід Кравчук назвав це актом національної зради. 